# Inge Deutschkron
Inge Deutschkron (ur. 23 sierpnia 1922 w Finsterwalde, zm. 9 marca 2022 w Berlinie) – żydowska dziennikarka i pisarka.
Inge Deutschkron dorastała w Berlinie. Jej rodzice byli członkami Socjaldemokratycznej Partii Niemiec (SPD), więc była wychowana jako ateistka. Ponieważ miała pochodzenie żydowskie w 1939 r. została zmuszona do opuszczenia szkoły średniej. W tym samym roku jej ojcu udało się wyemigrować do Anglii. W 1941 roku została wysłana do pracy jako robotnik przymusowy w fabryce jedwabiu spadochronowego. Za pośrednictwem Gminy Żydowskiej otrzymała adres Otto Weidta. Następnie pracowała w jego biurze, pomimo surowego zakazu wykonywania przez Żydów pracy biurowej. W styczniu 1943 r. Inge i jej matka Ella ukrywały się w mieszkaniu przyjaciół – rodziny Gumz. Kiedy stało się to zbyt ryzykowne w wypożyczalni Grete Sommer. Następnie, dzięki pomocy przyjaciół i znajomych, w różnych miejscach w Poczdamie. Tak doczekały końca II wojny światowej.
W 1946 roku wyjechały do Martina Deutschkrona mieszkającego w Anglii. Od 1955 r. pracowała jako niezależna dziennikarka w Bonn. W 1960 roku została korespondentką niemiecko-izraelskiej gazety Maariv. Obecnie mieszka w Berlinie i jest przewodniczącą Towarzystwa Blindes Vertrauen.